# 旭川理容美容専門学校
旭川理容美容専門学校（あさひかわりようびようせんもんがっこう）とは、北海道旭川市にある私立の専修学校。運営母体は、学校法人旭星学園。1951年開校。通称は「ATCBB（ASAHIKAWA TECHNICAL COLLEGE OF BARBER & BEAUTY）」である。

## 沿革
- 1930年（昭和5年） - 「旭川理髪学校」として設立。
- 1950年（昭和25年） - 「旭川北海道中央高等理容美容学校」が設立。
- 1951年（昭和26年） -  「旭川北海道中央高等理容美容学校」が「北海道中央高等理容美容学校」へ改称。
- 1953年（昭和28年） - 「通信課程」を設置。
- 1954年（昭和29年） - 「通信教育課程」を設置。
- 1957年（昭和32年） - 旭川市2条通り3丁目345号へ移転。
- 1958年（昭和33年） - 新校舎落成。
- 1978年（昭和53年） - 運営母体が財団法人から学校法人へ変更し、「旭星学園北海道中央高等理美容専修学校」となる。
- 1980年（昭和55年） - 「旭星学園北海道中央高等理美容専修学校」から「旭川理容美容専門学校」へ改称。
- 1982年（昭和57年） - 新校舎落成。
- 1993年（平成5年） - 学生寮「旭星寮」設置。
- 1997年（平成9年） - 「旭星寮」閉鎖。
- 2001年（平成13年） - 校舎増築、および実習室設置。
- 2007年（平成19年） - 旭川市4条12丁目に新校舎落成、移転。
- 2017年（平成29年） - 学校法人国際学園　星槎国際高等学校　高専連携事業合意
- 2018年（平成30年） - 理容師又は美容師の資格と高校卒業を同時に行う「Wスクールコース」開始
- 2018年（平成30年） - AO入学制度開始
- 2019年（平成31年） - 理容師・美容師の両方の資格を短期間で取得できる「Wライセンスコース」開始
- 2020年（令和2年） - 選択授業「ヘアスタイリストコース専攻」「トータルビューティーコース専攻」開始
- 2021年（令和3年） - 選択授業に「ヘアメイクアーティストコース専攻」を追加

## 設置コース
- 昼間課程
  - 理容学科（2年制）　　　美容学科（2年制）
- 昼間高等課程
  - 理容学科（2年制）　　　美容学科（2年制）
- 通信教育課程
  - 通常コース　　　　　　　理容学科（3年制）　　　美容学科（3年制）
  - ダブルライセンスコース　理容学科（1年6か月制）美容学科（1年6か月制）

## 所在地
- 旭川市4条通12丁目

## アクセス
- JR旭川駅より　徒歩10分
- JR宗谷本線旭川四条駅から　徒歩5分
- 旭川電気軌道・道北バス停「4条11丁目」から徒歩1分
- 旭川電気軌道・道北バス停「4条12丁目」から徒歩0分

## 取得できる資格・免許状
- 理容師国家試験受験資格（理容学科）

- 美容師国家試験受験資格（美容学科）
- 専門士
- JNECネイル検定3級
- ライフケアカラー検定3級
- メイクセラピー３級
- サービス接遇検定３級
- 茶道表千家入門